# Cnodocentron yavapai
Cnodocentron yavapai is een schietmot uit de familie Xiphocentronidae. De soort komt voor in het Nearctisch gebied.